# Cassiano da Nantes
Cassiano da Nantes, al secolo Gonzalès Vaz López-Neto (Nantes, 15 gennaio 1607 – Gondar, 7 agosto 1638), è stato un presbitero e missionario francese appartenente all'Ordine dei frati minori cappuccini, martire in Etiopia assieme ad Agatangelo da Vendôme; è stato beatificato da papa Pio X nel 1905.

## Biografia
Nato in Francia da una famiglia di mercanti di origine portoghese, nel 1623 vestì il saio cappuccino ad Angers: si distinse per l'assistenza prestata agli appestati di Rennes, dove si trovava per completare gli studi filosofici e teologici.
Nel 1633 fu inviato in missione in Egitto e ad Alessandria conobbe Agatangelo da Vendôme.
Nel 1638 raggiunse con padre Agatangelo l'Etiopia, nel tentativo di riunire i cristiani copti alla Chiesa di Roma: vennero catturati, impiccati e lapidati a Gondar.

## Culto
La causa di beatificazione, promossa da Guglielmo Massaia, fu introdotta nel 1887; il 27 aprile 1904 papa Pio X riconobbe l'autenticità del suo martirio e il 1º gennaio 1905 lo proclamò beato.
Il suo elogio si legge nel Martirologio romano al 7 agosto: